# Hui He (vattendrag i Kina, Shanxi)
Hui He är ett vattendrag i Kina. Det ligger i provinsen Shanxi, i den norra delen av landet, omkring 160 kilometer norr om provinshuvudstaden Taiyuan.
Genomsnittlig årsnederbörd är 633 millimeter. Den regnigaste månaden är juli, med i genomsnitt 184 mm nederbörd, och den torraste är januari, med 3 mm nederbörd.